# Ільїн Юрій Геннадійович
Юрій Геннадійович Ільїн (народився 24 червня 1987 у м. Златоусті, СРСР) — білоруський хокеїст, центральний нападник. Виступає за ХК «Гомель» у  Білоруській Екстралізі. 
Виступав за «Таганай» (Златоуст), «Трактор» (Челябінськ), «Хімволокно» (Могильов), «Шахтар» (Солігорськ), ХК «Могильов».
У складі молодіжної збірної Білорусі учасник чемпіонату світу 2007.